# Paragordius tricuspidatus
Paragordius tricuspidatus  (лат.) — вид паразитических червей из группы волосатиков (Chordodidae, Gordiida). Европа. В ходе своего развития в теле хозяина сверчка Nemobius sylvestris (Gryllidae) может управлять его поведением, доводя насекомое до «самоубийства». На своей личиночной стадии имеет микроскопические размеры, но в дальнейшем вырастает в относительно крупного червя длиной в 10—15 см.
Исследования показали, что манипулятивная тактика Paragordius tricuspidatus может иметь химическую основу. Паразитический червь продуцирует эффекторные молекулы, манипулирующие работой центральной нервной системы сверчка и заставляющие его прыгать прямо в воду, где заканчивается цикл развития Paragordius tricuspudatus и, зачастую, и самого насекомого. В водной среде происходит оплодотворение и отладка яиц Paragordius tricuspidatus. В дополнение к этому, паразит продуцирует группу протеинов из семейства сигнального пути Wnt, сходных с протеинами насекомых, что предполагает молекулярную мимикрию, как возможную основу для манипуляции поведением своих жертв.
Тело коричневого цвета. У самцов конец тела раздвоенный на две небольшие лопасти длиной в 0,5 мм. Клоакальное отверстие овальное (58,6 × 27,5 µm).